# Primo Levi
Primo Levi (Turín, 31 de julio de 1919-Turín, 11 de abril de 1987) fue un escritor italiano de origen judío sefardí, autor de memorias, relatos, poemas y novelas. Fue un resistente antifascista, superviviente del Holocausto. Es conocido por las obras que dedicó a dar testimonio sobre dicho Holocausto, particularmente el relato de los diez meses que estuvo prisionero en el campo de concentración de Monowice (Monowitz), subalterno de Auschwitz.
Su memoria escrita Si esto es un hombre es considerada como una de las más importantes del siglo XX.

## Biografía

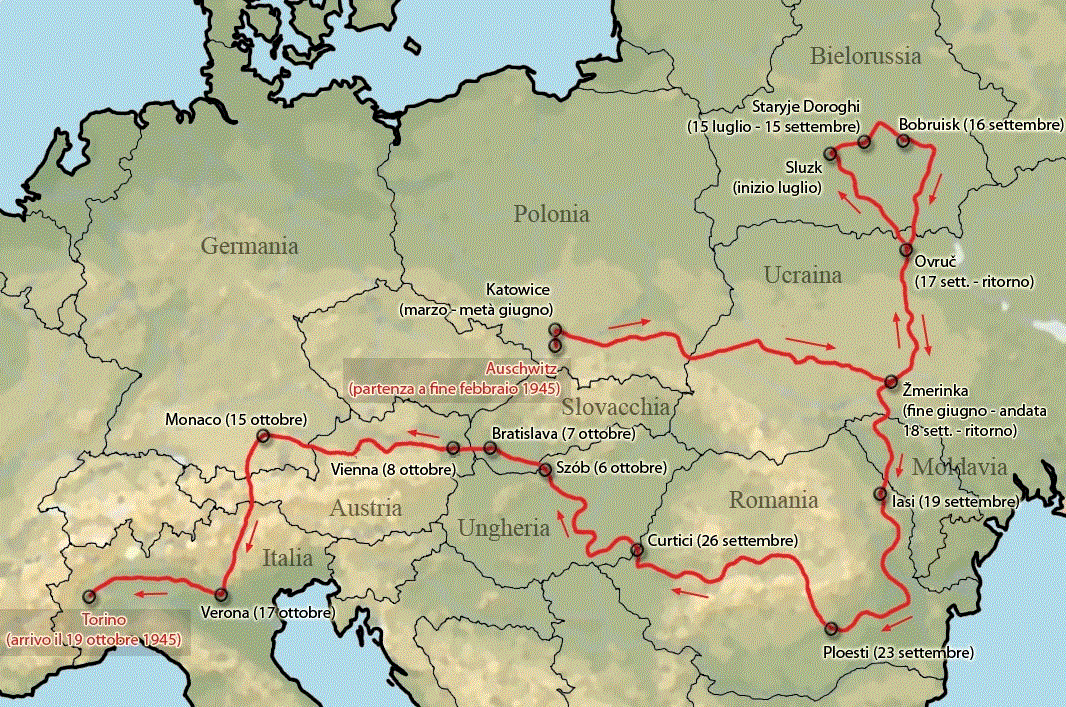
Mapa que muestra el viaje de retorno de Levi desde Auschwitz hasta Turín contado en el libro "La tregua" (1963).

Nació en el seno de una familia liberal judía. Se graduó en química en la Universidad de Turín en 1941. Debido a las leyes raciales de entonces, tuvo muchas dificultades para encontrar empleo y trabajó clandestinamente en una mina de asbesto en Balangero.
En 1943 él y unos camaradas salieron al campo e intentaron unirse a la resistencia antifascista italiana. Completamente inexperto para tal aventura, fue arrestado el 13 de diciembre de 1943 por la milicia fascista, que lo entregó al ejército de ocupación alemán al identificarse como judío –él creía que de haberse identificado como partisano lo habrían fusilado inmediatamente–. El 21 de febrero de 1944 fue deportado y al mes siguiente llegó a Monowice (Monowitz), uno de los campos de concentración que formaban el complejo de Auschwitz, situado en la Polonia ocupada por los nazis, donde pasó diez meses antes de que el campo fuera liberado por el Ejército Rojo. De los 650 judíos italianos de su «remesa», fue uno de los veinte afortunados que sobrevivió al exterminio.
Al volver a Italia, ejerció como químico industrial en la factoría química SIVA en Turín. Pronto empezó a escribir sobre sus experiencias en el campo y su vuelta subsiguiente a casa a través de un largo periplo por la Europa del Este, en las que se convirtieron en sus dos memorias clásicas: Si esto es un hombre y La tregua, respectivamente. También escribió otras dos memorias muy apreciadas, Momentos de indulto y El sistema periódico. El primero lidia con personajes que observó durante su prisión. El segundo es una colección de piezas cortas, mayormente episodios de su vida, así como dos relatos, todos relacionados de algún modo con alguno de los elementos químicos. La ambiciosa novela Si ahora no, ¿cuándo?, que cuenta la historia de una banda de partisanos judíos durante la Segunda Guerra Mundial errantes por Rusia y Polonia, ganó los destacados premios Viareggio y Campiello cuando fue publicada en Italia e hizo a Levi internacionalmente conocido.
Sus relatos más conocidos se encuentran en La torcedura del mono (1978), una colección de cuentos sobre trabajo y trabajadores relatados por un narrador que recuerda al propio Levi.
Se retiró de su posición como gestor de SIVA en 1977 para dedicarse a escribir a tiempo completo. El más importante de sus últimos trabajos fue su libro final, Los hundidos y los salvados, un análisis del Holocausto en el que Levi explicó que, aunque no odiaba al pueblo alemán por lo que había pasado, no lo había perdonado.
Murió, aparentemente por suicidio, el 11 de abril de 1987; no dejó nota aclarando que se quitara la vida. La cuestión sigue fascinando a los críticos literarios debido a la mezcla característica de oscuridad y optimismo en la escritura de este autor. Levi se precipitó por el hueco de las escaleras de su edificio, desde el tercer piso en el que vivía. Algunas de las biografías publicadas con posterioridad explican este hecho como una consecuencia inevitable de las heridas abiertas de su estancia en Auschwitz, así como de los horrores que allí vivió, que se reflejan en su obra. Pero es un asunto controvertido, pues amigos cercanos, que hablaban a menudo con él, no previeron en ningún momento tal desenlace. Hay quienes argumentan que el método elegido para quitarse la vida quizá no fuera el más adecuado para alguien que posee conocimientos de química. Todavía se desconoce si fue realmente un suicidio.

## En Auschwitz
En septiembre de 1943, después de que el gobierno italiano firmara un acuerdo de armisticio con los aliados, su exlíder, Benito Mussolini, fue rescatado de prisión por los alemanes y puesto a la cabeza de un gobierno títere en nombre de los alemanes en el norte de Italia ocupado. El movimiento clandestino italiano comenzó a actuar con el objetivo de conquistar la región alemana, y Levi, Luciana Nissim y Anda Maestro, y varios otros miembros se unieron a él, huyeron a las estribaciones de los Alpes y trataron de unirse al movimiento partidista liberal "Giustizia e Libertà" (Justicia y Libertad). Levi y sus amigos no tenían la habilidad suficiente para soportar el riesgo que asumieron; Rápidamente fueron capturados, tras el aviso, por la milicia fascista que gobernaba allí la noche del 12 al 13 de diciembre de 1943. Cuando descubrieron que Shloy era de origen judío, lo enviaron al campo de concentración de Fusoli, donde Llegó a finales de enero de 1944.
El 21 de febrero de 1944, los detenidos de Fusoli fueron enviados, en doce vagones cerrados para el transporte de ganado, al campo de concentración de Auschwitz. Levi permaneció allí durante 11 meses antes de que el Ejército Rojo liberara el campo. Entre los 650 judíos italianos que estaban en su envío, Levi fue uno de los 20 que sobrevivieron a Auschwitz.
Levi logró sobrevivir gracias a una combinación de circunstancias: sabía un poco de alemán gracias a los libros de química escritos en alemán que leía, y esto le resultó útil en el campo. Pagó con pan las lecciones de alemán y la orientación sobre el campo de Auschwitz por parte de un prisionero italiano mayor y con más experiencia en el campo. A mediados de noviembre de 1944 consiguió un trabajo en el laboratorio de Buna del campo, que estaba diseñado para producir caucho sintético y así evitar el trabajo duro al aire libre con temperaturas gélidas. Poco antes de la liberación del campo, enfermó e ingresó en el hospital del campo. Esto fue una ventaja para él: cuando los soldados del Ejército Rojo se acercaron, los hombres de las SS se apresuraron a evacuar el campo; se llevaron a todos los prisioneros, excepto a los gravemente enfermos, en la marcha de la muerte para alejarse del ejército que se acercaba. y en esta marcha pereció la gran mayoría de los que salían de Auschwitz. Levi, que permaneció en el campamento gracias a sus heridas, consiguió sobrevivir.
Aunque el campo fue liberado el 27 de enero de 1945, Levi no llegó a Turín hasta el 19 de octubre de ese año. Tras permanecer en un campo de la Unión Soviética que concentraba a ex prisioneros, inició un viaje indirecto a casa a través de Europa del Este con antiguos ciudadanos italianos que lucharon en la guerra entre el ejército italiano y el ejército ruso.

## Memoria
- «[Los nazis y fascistas] Han dejado patente y demostrado para el resto de los siglos venideros qué reservas insospechadas de ferocidad y locura están latentes en el hombre después de milenios de vida civilizada, y esta es una labor demoníaca».
[(I nazisti e i fascisti) hanno dimostrato per tutti i secoli a venire quali insospettate riserve di ferocia e di pazzia giacciano latenti nell'uomo dopo millenni di vita civile, e questa è opera demoniaca]. [2]
- «Nosotros, los que sobrevivimos a los campos no somos testigos verdaderos. Nosotros somos los que, a través de la prevaricación, la habilidad o la suerte, nunca tocamos fondo. Los que estuvieron y vieron el rostro de la Gorgona, no regresaron, o regresaron sin palabras».[3]

## Su obra en la música
- El compositor español Luis de Pablo admiró la "terrible" belleza de la obra poética de Levi. Utilizando textos de la misma, compuso la obra Passio,[4] encargada por la RAI de Turín y estrenada en 2007.[5]
- En el ciclo de canciones Shema: 5 Poems of Primo Levi (1988), el compositor estadounidense Simon Sargon (6. 4. 1938 - 25.12. 2022) puso música a sus poemas Shema, 25 Febbraio 1944, Il canto del corvo, Cantare y Congedo como reacción a la muerte de Levi.[6] Estas canciones artísticas fueron interpretadas en 2021 por la soprano Megan Marie Hart y el pianista Giacomo Marignani, como acto inaugural de un año de celebración nacional del primer documento conocido que menciona una comunidad judía en la actual Alemania en el año 321.[7]